# 박진서
박진서(1995년 7월 1일 ~ )는 대한민국의 뮤지컬 배우다.

## 방송
- 더블 캐스팅 (2020) - Top71

## 공연
- 코러스 라인 (2017)
- 삼국유사 - 군위 (2019)
- 아몬드 (2022)